# Palaeopsylla gromovi
Palaeopsylla gromovi är en loppart som beskrevs av Anatol I. Argyropulo 1946. Palaeopsylla gromovi ingår i släktet Palaeopsylla och familjen mullvadsloppor. Inga underarter finns listade i Catalogue of Life.